# 有限会社チェリーベル
有限会社チェリーベル（ゆうげんがいしゃチェリーベル）は、文化放送、超!A&G+で2003年4月1日から2015年11月6日まで放送されたラジオ番組（アニラジ）である。パーソナリティは声優の櫻井孝宏、鈴村健一、松来未祐。文化放送放送時は(有)チェリーベルと表記した。前身番組である(有)櫻井工房についても記述する。

## 概要
前番組『(有)櫻井工房』を吸収したという設定で、2003年4月からスタートした。番組自体が会社という設定で、実際に番組から様々な商品が売られていた。例えば、2006年1月24日には、山崎製パンと協力して「スイートドーナツ」をローソンにて販売した。名前の由来は「櫻井」＝「チェリー」と「鈴村」=「ベル」。
櫻井、鈴村、松来はそれぞれ営業部長、宣伝部長、企画部員の肩書きを持っているが、番組の流れや構成作家の気分で変わることもしばしば。中でも鈴村は、エロマンガ島から来た外資系企業の敏腕社員という設定だが、結局は忘れられつつあった（第1回放送より）。
また、ゲストにも肩書きが付くことが恒例で、ゲスト出演した藁谷麻美の肩書きは『カフェ事業部担当』、柿原徹也は『カフェ事業部員』、檜山修之は『総務部長』（3人の上司とのこと）、斎賀みつきは『デジタルコンテンツ部員（通称デジコン）』、園崎未恵は『総務課』、福圓美里（『水樹奈々 スマイルギャング』アシスタント）は『チェリーベル筆頭株主』（有限会社なのに）、そのお付きが野島健児（番組内では「蒼の戦士ノジマリオン」）であった。
番組の内容は企画会議（商品販売促進会議）とコントが中心。まれにラジオドラマやメール紹介コーナーなどを挟むこともあった。
超!A&G+へ移行してからは、提供スポンサー（番組では、「協力」の名目で読み上げている）にマリン・エンタテイメントが付いたが、2012年12月に降板、その後、セカンドショットがスポンサーとなった。提供アナウンスは超!A&G+への移行以来、「この番組は○○（マリンエンタテイメント→セカンドショット）の協力でお送りします」となっていたが、2015年6月5日から○○の部分が「4番ファーストセカンドショット」となった。これは、前週5月29日の番組企画で「『セカンドショット』への“恩返し”を込め、セカンドショットの素晴らしさを世に広める『キャッチコピー』をプレゼントしよう」との趣旨で「セカンドショット」のキャッチコピーを考えた結果、鈴村の考えた上述のキャッチコピーが使用されることになった。
パーソナリティは3人であったが、過去には櫻井がヴェネツィア国際映画祭出席と有給休暇のために番組を欠席し、鈴村と松来の2人で放送したことがあった。また、2006年10月には、櫻井が携わる舞台での盗作問題により、しばらくの間出演を自粛し、同年11月7日の放送で復帰した。

### パーソナリティ
- 櫻井孝宏（営業部長）
- 鈴村健一（宣伝部長）
- 松来未祐（企画部員）

### 放送時間
文化放送
- 2003年4月1日 - 2008年3月

火曜日 21:30 - 22:00
- 2008年4月 - 9月

土曜日 27:00 - 27:30
超!A&G+
- 2008年10月10日 - 2009年4月3日

毎週金曜日23:30 - 24:00（リピート放送：毎週土曜日13:30 - 14:00）
- 2009年4月10日 - 7月3日

毎週金曜日23:30 - 24:00（リピート放送：毎週土曜日11:30 - 12:00、毎週月曜日11:30 - 12:00）
- 2009年7月10日 - 2012年6月29日

毎週金曜日23:30 - 24:00（リピート放送：毎週土曜日14:00 - 14:30、毎週月曜日11:30 - 12:00）
- 2012年7月6日 - 2015年11月6日

毎週金曜日23:30 - 24:00（リピート放送：毎週土曜日11:30 - 12:00、毎週月曜日11:30 - 12:00）
一時期ラジオ大阪でも放送された

## 松来の急逝と突然のシリーズ終了
松来が「慢性活動性EBウイルス感染症」という病気の療養のため2015年7月3日の放送から休演。そして、同年10月27日、松来が悪性リンパ腫のため死去。同年11月2日に訃報が公表された後、櫻井・鈴村・スタッフらにより今後の番組放送について検討した結果「櫻井・鈴村・松来の3人じゃなきゃチェリーベルでない」という思い入れの下で『今後の放送は（櫻井と鈴村の）2人では継続できない』という結論に至り、改編期ではない同年11月6日をもって番組終了（打ち切り）となった。最終回では松来を追悼する企画を放送。櫻井と鈴村の2人で松来が療養に入ってから最終回までの番組の経緯、死去のしばらく前に行われた松来の誕生日会などの思い出話に花を咲かせた。その後、番組の終盤で上述の結論を踏まえ番組を終了することを発表した。エンディングでは鈴村が「本当にね……（すべてが）青春だったと思います」、櫻井も「番組を聴いてくれたリスナーの皆さん、松来未祐さん、ありがとうございました」と涙をこらえつつコメントし、2002年10月から開始した「(有)櫻井工房」時代から続いた本シリーズは約13年の歴史に幕を下ろした。

## テーマソング
- オープニングテーマ

「MONEY」/浜田省吾（番組開始から2015年4月3日まで）
「インスト曲」（2015年4月10日）
どちらも、タイトルコールを兼ねたオープニングナレーションがあり、幾度か変更されている。
※2015年4月10日からオープニングの構成が変更となり、本編開始と同時にフリートークと自己紹介（前述）
を行ってからOPとなった。
- エンディングテーマ

「スウィングマン」/東京スカパラダイスオーケストラ

## 主要だったコーナー
お客様サービスセンター
リスナーからのメールを紹介するコーナー。
チョメチョメール
お客様サービスセンターに寄せられたメールの中で偶然使われた同じ単語を当てるコーナー。
チェリベの知ってそうで知らない世界
知っているつもりでも意外と知らない物の正式名称を当てるコーナー。
企画開発検討会議
リスナーから新コーナー案を募集し、採用するかを検討するコーナー。
キュンキュン大喜利
女子をキュンキュンさせる大喜利を答えるコーナー。
チェリベ宴会部
リスナーからチャレンジしてほしい宴会芸を募集し修得していくコーナー。
よ〜いポン！
チェリベ宴会部から生まれたコーナー。50音のどの文字を振られてもすぐにありそうでない○○を答えるコーナー。○○の部分は毎回チェンジする。
一番詳しいのは誰だ!?選手権
あるテーマについて一番詳しいのは誰かを競うコーナー。過去に『サカモト選手権』『トモコ選手権』『サクライ選手権』『マツキ選手権』『富士山選手権』『有限会社選手権』『ケンイチ選手権』『選手権選手権』を開催した。
どーでもいい究極じゃない2択に答え続ける男たち
リスナーからどーでもいい究極じゃない2択の質問を募集し答え続けるコーナー。
一発で当てたら1万円！ここはどこ？私は誰？
有名な場所、人、物などを順番に出される10個の関連ワードから導き出すコーナー。1つ目の関連ワードで正解出来たら、番組ディレクターのポケットマネーから賞金1万円。解答権は1人3回まで。負けた人は罰ゲームを受ける。
風が吹けばチェリベが儲かる
『風が吹けば桶屋が儲かる』という諺から、どうすればチェリベが儲かるかを考えるコーナー。
その道の人たちが言いそうな言葉カタログ
ある特定の業種の人がいかにも言いそうなセリフをリスナーから募集し、紹介するコーナー。
201X年……地球は笑いの炎に包まれた。あらゆるギャグは絶滅したかに見えた。しかしチェリベリスナーのギャグは死に絶えていなかったー!!
リスナーから募集した一発ギャグを紹介するコーナー。
ネオなぞ
『パンはパンでも食べられないパンはなんだ？』という定番のなぞなぞの真ん中の部分を変えて新しいなぞなぞ(=ネオなぞ)を考えるコーナー。
チェリベ・ブックメーカー
近々判明する何かしらの結果を予想するコーナー。当たったら番組オリジナル通貨『ベル』を獲得する。最初は100ベルを持ってスタートする。見事100万ベルに到達したら、好きなことをスタッフが叶える。しかし、ベルが底をついて破産してしまったら地獄の罰ゲームを受ける。
今日の締め
作家が振るサイコロにあたった人が今日の番組の締めを言うコーナー。

## 終了したコーナー
お前だけが知っている〜
リスナーから「○○を目撃した!」という内容（いわゆるネタ）のメールを読むコーナー。○○の部分は、謎の新ユニットSTA☆MENの「ZAI」や、「MIRI」が入る。
お前が「はきゅんどきゅん」だった時
リスナーからのネタに、松来未祐の「はきゅんどきゅん」の声をあてるという非常に文章では伝えづらいコーナー。この「はきゅんどきゅん」は、後に松来未祐の電波ソングとして有名になる。鈴村には好評だったが、発足からわずか2回で終了。
松来未祐には〜が足りない
タイトル通り、松来未祐には何が足りないかをリスナーに送ってもらう、要するに松来いじりのコーナー。このコーナー中、櫻井と鈴村は「説教鬼1号2号」というキャラになったが、コーナー終了までキャラが定まらなかった。
松来未祐の無免許陰陽占いfrom給湯室
放送終了間際に、松来未祐がリスナーの幸せを占うコーナー。実際に当たったというリスナーの声もあったが、それ以上無免許で占いを続けていると捕まると気付き、強制終了となった（『占いの免許』とは架空のものである）。コーナー終了の際、リスナーから終了を惜しむメールが読まれたが、全て構成作家の作りメールだということを知らされ、号泣した。ちなみに最後の挨拶は「さよおんみよ」。
なお、このコーナーは番組の前身『(有)櫻井工房』の第1回放送時から存在した。
窓際の小部屋
前述の給湯室終了後に始まったコーナー。内容は1〜2分のショートドラマを、パーソナリティの3人が演じる。
忍者物語
リスナーが忍術で切り抜けるしかなかった大ピンチ体験を送ってもらうコーナー。何故忍者なのかというと、鈴村健一が昔宮田幸季らとNINJA BOYSというユニットを結成していたことが明るみに出たことによる。ちなみに流派は「胃賀流」（伊賀流とは全くの無関係）。
チェリーベル用語講座
正式名称は、『大阪リスナー&番組初心者のための、毎週聞いて覚えよう チェリーベル用語講座』。チェリーベルが大阪進出した際に、番組冒頭でチェリーベル内でよく使われる用語を解説していた。ここで解説された用語は、『アーーイ』、『ういえ〜』、『お、いい斜め』、『おちゃめなベビーフェイス』、『噛み付いたら歯の隙間から髪の毛』、『サンセット』、『ってなわけで』、『はぶアタック』、『福圓美里』、『ヤタベさん』など。
別マ対策室
チェリーベルが別冊マーガレットとタイアップして、商品を出そうという企画のもとに始まったコーナー。対策室長は櫻井孝宏。実現した企画は「ラジオドラマ・僕らの恋愛カタログ」「ラブ★コン内で作られたスイーツを実際に作っちゃうぞ計画」「CRAZY FOR YOUを舞台にするぞ計画」「リアル高校デビュー」。
みんなでつなごうweb連歌
連歌の先生である『櫻板かひろ』が担当していたコーナー。リスナーから五・七・五・七・七の短歌を送ってもらい、それを繋げて壮大な名作を作ろうというコーナー。と言えば聞こえはいいが、まともだったのは最初の五・七・五のみであり、その後は連歌の方向性があやふやになる程ふざけた短歌ばかりが選ばれていた。なお、完成した連歌は番組サイト内で見ることができる。出演者・リスナー共々、過去最高のクオリティーとセンスを誇ったコーナー。
鈴村健一のトークトークQR
鈴村健一の一人喋りの場。ラジオ社員旅行を行った際の行きの車中で発案。普段は5分程で終わるが、スペシャルで15分放送したこともあった。基本はコーナー内のコーナー「お便り、あのね」でリスナーからのメールを読むことが主であったが、最近ではメールの内容からどうボケるかが主となっている。コーナー終了後、ADに「何かつまんない」と真顔で言われたことがある。
上記の、櫻井の出演自粛が始まった10月4日の放送から復活し、10月11日には松来未祐のトークトークQRが放送された。それ以降は鈴村と松来が交互にパーソナリティを勤めていた。このコーナーでかける曲は鈴村健一のCal（カロリー）。11月7日に櫻井孝宏のトークトークQR（内容は出演再開に関する挨拶）が流され、コーナーは再び封印された。
米びつ先生のトークトーク人生相談
米びつ○○（○○の中身は毎回異なる）先生が、リスナーから送られてくる相談に答えるコーナー。進行スタイルは「鈴村健一のトークトークQR」と基本的に変わらない。毎回米に絡めた話題を盛り込むが、相談内容自体は適当に流している感がある。メールが採用されると、櫻井米穀店の米が当たるという建前になっている。米びつ先生が入院されたとのことで終了した。
ミラクルマリンのドンドゥーン
ミラクルアイドル、ミラクルマリンを何とかして口説こう、というコーナー。リスナーから送られてくる口説き文句によって、ミラクルマリンの反応がレベル1 - 3に分かれる。レベル3以上で「最強の口説き文句リスト入り」となる。但し、これ以外の反応を見せることもある。ミラクルマリンが海に帰ったためコーナーが終了した、とのことだが、その回の放送は野球中継延長のために流れてしまっている。
ロトしりとうぃ
フランス語と英語と日本語をごちゃ混ぜで話す携帯王子（櫻井）が隠し持っている当たりワードを携帯サイトに書き込めば、賞品として音楽ギフト券が当たるという数少ない視聴者（お客様）参加型のコーナー。もし、その週に当たりが出なかった場合はそのまま次週へキャリーオーバーされるというシステム。2007年10月30日（第227回）放送分よりスタートした。
しりとりと銘打って一応前回の「当たりワード」の最後のワードからと一見当てやすそうだが、「うじきつよし」→「任天堂Wii」→「左曲がり」とかろうじて母音は引き継いでいるものの、全然しりとりになっていないのでなかなか当たりが出ない。その上、「スッポンポンポンポン」→「うじきつよし」や「左曲がり」→「オ・ライクバーン」など、母音さえ引き継いでいないときもあった。2007年12月18日の放送で初めて当たりが出たが、登録情報が変わっていたため本人に連絡が取れないというオチまでついてしまった（12月25日の放送より）。
当たりが少ないということで、ついでに面白いコメントもテーマ付きで募集し、「王子が面白いと思ったキーワードランキング」として発表。このランキングは当初はベスト3程度だったが、回によってはベスト8、さらにはニアミス賞まで拡大した。基本的に選ばれるのは下ネタが多かったが、王子曰く「○村○一と伏せていたら、鈴村健一なのか中村悠一なのか、はたまた別の人なのか、自分でわからなくなりました」「キバと電王だったら、やっぱ響鬼が一番だね!」「松来隠して、未祐隠さず」といった名言が生まれた。
このコーナーでは、王子にフランス語（時には英語でも）が出るとすかさず「○○、英語（日本語）で言う××でございます」と二人が注釈を入れることになっている。なお、王子は2、3分間だけなら日本語が話せるという設定。また、王子の登場時に「好きな○○は××、携帯王子様です」という言葉が入るが、「お好み焼き」→「オ・ライクバーン」（＝お＋ライク<好き>＋バーン<焼く>）というように解説が必要な物言いをする傾向がある。解説のほとんどは翻訳担当の松来が行うが、鈴村が突っ込みながら解説をすることもあったが、その際に下ネタや「嫌いなものは鈴村健一、馬鹿!」「ムカつくものは、ソードワン（＝剣(けん)一）のギャグ」を付け加えることもあった。
2008年2月26日の放送にて一部参加者がしりとり掲示板を利用しての個人的な連絡先の交換をしていたことが判明し、危険を避けるためという理由で突如終了した。途中、「掲示板のサーバーダウン」や「王子が実家へ里帰り」などもあって、全14回の放送となった。
鈴村芸術の森美術館
「夢の美術展開催のため奮闘する様を見届ける」コーナー
先生(鈴村)がいろんなジャンル、お題に沿って絵を描き発表する。
現在は「忘れられたあの名言をもう一度」歴史の偉人が残した（かもしれない）が現代人が忘れている名言付きで描くというもので「いいぞ、そのレバーを右に」（福沢諭吉）などが描かれておりその絵は公式HPで確認できる。
なお、年末でお休みだった2007年12月25日の放送ではお隣にある（という設定の）「孝宏芸術の森美術館」が開いていた（絵も先生(櫻井)直筆のものであった）。
松来未祐の10代男子ターゲットトーク
各パーソナリティはそれぞれ10代男子（松来）20代女子（櫻井）50代（鈴村）を受け持っており各世代に刺さるトークを展開するというコーナー。「褒められると好きになります」（松来）「30代男子は美味しいぞ」（櫻井）「40で不惑と言うけど50代の知り合いに聞いたらまだ迷っているって言ってました」（鈴村）などの名言がある。
あのギャグセンスをもう一度。鈴村リハビリプロジェクト
最近ギャグが不調気味の鈴村健一のために、リスナーの一押しギャグを送ってもらいそれを鈴村健一が実際に行う企画。24時間テレビのチャリティーマラソンのパロディー的雰囲気で行っているコーナー。現在、このコーナーが毎週のように行われている。当初は、鈴村がギャグを言った後、ZARDの「負けないで」が流れていたが、坂井泉水の死去後は、岡本真夜の「TOMORROW」が流れている。
鈴村健一 ヒーローソングセレクションをこむちゃっとのこむチャートで1位に推し上げる! 100のアイディア会議!
その名の通り、こむチャートで鈴村健一に1位を獲得させるための企画（一方的だが『A&Gメディアステーション こむちゃっとカウントダウン』と連動）で、リスナーからのアドバイスを募るもの。
元々はトークネタに扱っていた鈴村のCDが、仮に「こむチャート」で1位になるとしたらどうすればいいか?といった緩い感じで企画化されスタートしたが、鈴村の必死のアピールや声優アワード ベスト・パーソナリティ賞受賞による注目などもあって本格化していった。
企画発足当初、1位になるには『仮面ライダー電王』をいかに超えるかが課題であった。また、いずれは水樹奈々越えも課題となるとの予想から、実質的な目標は「電王・水樹に続く3位獲得」としていた。そのため、発売前は「初登場1位獲得」としていたが、翌週には「1位獲得」、さらに翌週には製作枚数の不足による完売状態から「ランクインしてランクアップ」と段々と弱気になっていた。しかし、着実なランクアップと新曲の登場によるチャートの変動で上位楽曲の順位が下がり始めると、目標を小野越えと電王越えにし、あわよくば榊原を抜いての水樹に続く2位を目標とした(※実際に以前行われていた企画「ロトしりとり」の中で、リスナーから「奈々様が2月にCD出すみたいで、ソードワン（鈴村けん一）のは無理そうですね」「電王でさえ、奈々には負けるよ。鈴村も…」というコメントが寄せられ、その中でも『小野を抜き 電王抜けど 奈々抜けず』という句には自身納得していた)。
毎週、鈴村によって結果が報告された（1位獲得の際は櫻井により発表の瞬間を再現された）。なお、報告する結果は、収録の都合と放送の事情により一週前のものとなる（火曜放送時は二週間前のものだった）。2008年3月1日付でランクイン後、着実に順位を上げていき、5月3日付のランキングでそれまでV8を達成していた水樹奈々を抜き、登場10週目にして悲願の1位獲得を達成した（櫻井からは「まさかの1位獲得」と評された）。
- 順位の変遷：8位（チャートイン） → 7位 → 5位 → 5位 → 4位 → 3位 → 3位 → 2位 → 2位 → 1位（5月3日付・目標達成） → 2位 → 3位 → 6位 → 7位

鈴村はCDの発売前に「1位を獲って、こむちゃに記録を作る」と宣言していた。そして、鈴村の1位獲得は、男性ソロとしては奇しくも渋谷有利（CV.櫻井孝宏）の「ビオライト」以来約2年3ヶ月ぶり、男性声優個人としては事務所の先輩・保志総一朗の「Shining Tears」以来約3年3ヶ月ぶりであった。さらに、ノンタイアップでの1位獲得は史上4人目（5曲目）で男性アーティストでは初、登場10週目での1位獲得は史上最遅タイ、自らも参加する『電王』とで1位・2位を独占するなど、宣言通り記録づくしとなった。
こむチャートで1位を取れなかった場合、鈴村は自腹で競馬一点賭けの罰ゲーム、1位を取れた場合はリスナーに感謝の生電話を行うことを公約した。結果、1位を獲得したので第257回(2008年5月24日放送分)で公約どおり、リスナーへの生電話が行われた。このとき、鈴村はリスナーのためだけにギャグか歌でお礼することになっていたが、全員揃って鈴村の一発ギャグによるお礼を要望した。
1位を獲得した翌週は「もしよろしければ、V2をと…」願うも、『電王』に抜かれ2位にランクダウン、自らを自らで抜くという七日天下となった。以降、5月31日付までチャートインし続けた（登場回数14回）。
その後鈴村は「Climax Jump DEN-LINER form」で2008年度のこむチャート年間1位を獲得し、更に記録を作ることとなった（詳しくはA&Gメディアステーション こむちゃっとカウントダウンの項を参照）。
フィギュアヴォイスケート → フィギュアヴォイスピリチュアル
フィギュアヴォイスケート
電波というリンクの上で、与えられたテーマに沿った声（ボイス）のみの様々な演技（ボケ）を規定回数（回転）だけ披露するコーナー。
櫻井扮する代表選手 キャンデ・サクが、東京都内で開催される選考会や代表予選に出場。一時はスランプに陥り、ピンチヒッターとして兄のキャンデ・スズ（鈴村）、姉のキャンデ・ミユ（松来）なども登場した。復調し始めるも結局、結果が出せない日々が長く続いたために第246回（2008年3月4日）の放送では現役か引退かを賭けて3人で20回転を行った。結果、放送時間のおおよそ半分を使って披露したにもかかわらず全員引退となった。
第247回（2008年3月11日）の放送でキャンデ一族による代表選考でキャンデ・スズ（サクと一緒に引退したはずなのに）が新たに選出された。
フィギュアヴォイスピリチュアル
キャンデ・スズの電撃的な現役復帰が決定した翌週の第248回（2008年3月18日放送分）より競技内容の一部をリニューアル（コーナー名も『ヴォイスピリチュアル』に変更）。競技内容は、人々が抱える悩みをヴォイスによる氷上での回転時（おおよそ5回転）に解決するというルールに変わった。また、『ヴォイスケート』でもあった罰ゲームが常時行われるようになり、気紛れな審査員3人による評価が30点満点中25点以下場合、「大怪我間違いなしのネタ（物真似またはギャグ）」を披露しなければならない。
第265回（2008年7月19日）放送にて、キャンデ・スズ曰く「体も心も完璧な状態ですが飽きました。全く以て飽きました」という理由によりコーナー終了。
セクシーなぞなぞ、略して下ネタクイズ
リスナーの目を覚ますためのコーナーで、番組冒頭に放送コードギリギリの下ネタを思わせるようなキーワードなぞなぞを櫻井が出題、番組エンディングで正解を発表。出題時は毎回、鈴村が「ぜんぜん略してない」などの突っ込みをいれ、時には放送作家の今浪が絵で表現する。第256回（2008年5月17日放送分）でなんとなく始まり、その後レギュラーコーナー化されたものの、いつの間にか終了した。
盛り上げ枠
櫻井曰く、2008年4月より放送が深夜になったので、番組を聴いているリスナーの目を覚まそうという枠。
主に『フィギュアヴォイスケート』『フィギュアヴォイスピリチュアル』『下ネタクイズ』など放送したが、『フィギュアヴォイスピリチュアル』の終了後、フリーを経て、『鈴村健一の30秒ちょっといい話』が始まった。
2008年10月からの「超!A&G+」への移行後は、目的が番組をアピールし理解してもらうことになり、企画は『鈴村健一の35秒ちょっといい話』と以前より若干時間が増えた。
櫻井孝宏10代青春ストーリー
櫻井孝宏の思い出をリスナーから募集し偽造するコーナー。当初は文字通りリスナーが考えた思い出を文章として投稿する形が多かったが、途中から友人や関係者からという体裁での投稿が多くなった。櫻井孝宏10代青春ストーリーと銘打っているが、20代、30代、40代、50代になってもコーナーは続いた。
「櫻井孝宏50代ロマンスストーリー」において52歳で生涯を終えコーナーは終了した。
大ヒット請負人！天才CMプランナー岩崎ノート〜『30秒の天才　テイク2』
「邪カルタ」のキャラクターカルタマンに代わる新しいキャラクターをオーディションで選んだ結果、櫻井演じる「岩崎さん」（練馬区在住、43歳、口癖「面白いたとえで言いますと〜」）が選ばれ、ラジオドラマ「〜大ヒット請負人！ 天才CMプランナー岩崎ノート〜『30秒の天才　テイク2』」が開始された。
全12話で終了、岩崎はチェリーベル所属のCMプランナーとなり、新商品が出るたびにCMを作り続けることとなった。
ストーリー：ダメ商品をヒット商品に変えるCMを生み出す岩崎。だが岩崎にはCMを作り続けなければ処刑されてしまう宿命があった…
有限戦士チェリーベルマン
『チェリベくじ』B賞の賞品「ブランケット」に、突然、刺繍されて誕生した謎のヒーローにあらすじを考えてもらうコーナー。
有限戦士チェリーベルマンアワー
『チェリベくじ』B賞の賞品「ブランケット」から生まれたチェリーベルマンを巡るラジオドラマ。鈴村がチェリーベルマン、松来が敵セクシー、櫻井がその他のキャラクター全てを演じた。脚本は作家坂本が担当。全64話。
【ストーリー一覧】（全64話＋CD収録の特別編3話）
第1話：チェリーベルマン、内見に行く（本放送458回）
第2話：チェリーベルマン深夜二時の戦い（459回）
第3話：受話器の向こうに敵がいる（460回）
第4話：ほしのチェリーベルマン、ニューヨークへ行く（462回）
第5話：敵セクシーアンドザシティー悲しき街角ー（463回）
第6話：狼少年にご用心（464回）
第7話：暴かれた秘密、チェリーベルマン破れたり！（465回）
第8話：世にも珍奇なチェリーベルマンー初夏の特別編ー(466回)
第9話：襲来！流星からの脅威（467回）
第10話：梅雨空に消えた涙（468回）
第11話：ライバルは冒険家（469回）
第12話：背中越しのエピローグ（471回）
第13話：世界最強ヒーローチーム（472回）
第14話：真夏の少年（473回）
第15話：祭囃子とチェリーベルマン（474回）
第16話：フィールドオブチェリーベルマン（476回）
第17話：オレがセクシーでセクシーがオレで（478回）
第18話：潮風の歌（484回）
第19話：鋼鉄の友情（489回）
第20話：スノーホワイト（493回）
第21話：決戦！湯けむりの里（497回）
第22話：未来からの訪問者（499回）
第23話：博士とチェリーベルマンに関する研究（501回）
第24話：ニューシネマチェリーベルマン（503回）
第25話：潜入！敵セク基地（508回）
第26話：（512回）
第27話：彼と彼女とパンケーキ（516回）
第28話：初公開！鉄の城（517回）
第29話：悪夢にご用心（518回）
第30話：金が嫌いな奴など俺は知らない（512回）
第31話：花のお江戸のチェリーベルマン（522回）
第32話：ベレー帽の下の顔（523回）
第33話：夏の日の少年（525回）
第34話：敵セクシーはプリンセス（526回）
第35話：MATSURI（527回）
第36話：恋歌（530回）
第37話：クライマックスはCMの後（533回）
第38話：月と太陽（535回）
第39話：学ぶということ（537回）
第40話：Five Seven and Five!（541回）
第41話：悪夢のレッドカーペット（543回）
第42話：脱出！（546回）
第43話：お正月ってなんなのだ！（549回）
第44話：見てるだけだから寄るんじゃねえよ（551回）
第45話：彼女はチェリーベルマンを愛しすぎてる（553回）
第46話：スピンオフ！ゼリーゲルマン（555回）
第47話：どんなときも（559回）
第48話：ロボとロバって響きが似てる（561回）
第49話：諭吉の微笑み、一葉の涙（563回）
第50話：大きなタマネギの下で（565回）
第51話：チェリーベルマンオーディオコメンタリー（570回）
第52話：正義だ悪だと、うだうだぬかすな！（572回）
第53話：テキセクシーの怪人の応募ありがとうございました（574回）
第54話：時をかけるチェリーベルマン（578回）
第55話：お盆 to be wild（581回）
第56話：秋風の吹くころ（586回）
第57話：噺家清談（590回）
第58話：灯火は滲んで揺れる（594回）
第59話：チロチロコミック向け特別編（598回）
第60話：あながち！チェリーベルマン（604回）
第61話：チェリーベルマンサイボーグ作戦（610回）
第62話：ラジオドラマチェリーベルマン（615回）
第63話：ミクロのチェリーベルマン（619回）
第64話：チェリーベルマンIN笹塚ボウル（622回）
特別編1：伝説の秘宝を追え！
特別編2：容疑者チェリーベルマン、ヒーロー失格
特別編3：史上最強の敵
家政婦のミユ
リスナーからのシチュエーションに家政婦のミユが答えていくコーナー。元ネタは『家政婦のミタ』
商品販売促進会議
放送開始から存続しているコーナー。現在番組で扱っている企画についての報告や会議、イベントの告知などが行われる。各パーソナリティの発言やキャラクターもここから生まれることが多い。
謎解きバトル・YOME!
リスナーからの一言感想文をヒントに、作品が何かを当てるクイズコーナー。

## チェリーベルでつくられた商品

### チェリーベル＆キンレイ 「モリモリ！炒め野菜の醤油ラーメン」完成記念＆デジタル移行記念グッズ
- ラーメン3点セット(2,200円)

“お箸”、“丼”、“レンゲ”のセット。お箸は袋がピンクで「天下二品」のロゴがついている。丼は鈴村健一が上京してきたときに持ってきた丼のデザインと同じである。底には(有)チェリーベルのロゴがついている。レンゲは初のトンプソン公式グッズ。レンゲの中には、トンプソンらしいロゴ“ぬんでんかんでん！”が入っており、公式グッズを意味する「○（マル）C」マークならぬ、「○（マル）ト」マークがついている。

### 芥川製菓 バレンタインチョコレート
- 愛の針葉樹林マッツ！(1,300円)

芥川製菓から「バレンタインデーが盛り上がるチョコを作って欲しい！」という依頼を受けて作った商品。パッケージは鈴村健一の独創的なイラストをパッケージとし、5種類の味のチョコレートを9粒セット。
- 愛の熱帯雨林アクセス！(1,300円)

リスナーの声にこたえて、老舗チョコレートメーカーの芥川製菓と協力開発。
2010年のものは「チェリベ的遊び心のある企画モノ」という方向でということで、チョコプレートに写真を印刷した。写真は櫻井孝宏、鈴村健一の両親の若かりしころの写真である。チョコプレートはどちらの両親の写真が入っているかはわからない。チョコプレート以外に金色パッケージに包まれたクランチ・チョコレートを1ダース。パッケージは鈴村健一がデザイン。初めて購入したという人のために、チョコの箱の中に「去年のパッケージデザイン」を印刷したシートを封入。

### 邪カルタ
- 邪カルタ(2,500円)

(有)チェリーベル放送300回記念グッズ
パッケージのカルタマンは漫画家の村枝賢一がデザイン。櫻井孝宏、鈴村健一、松来未祐が読み札の文言と取り札のデザインを考案。カルタの読み札CD付。ルールは邪カルタ独自のものがある。
- 邪カルタ専用バッグ(500円)

邪カルタを入れる専用のバック。当初は邪カルタとセットで販売していた。

### チェリーベルロール
(有)チェリーベルに女性リスナーが多いということで、丸の内ロールと共同開発したロールケーキ。リスナーアンケートで10位以内のもので6種類の試作品ができ、それらが商品化された。リスナーアンケートで行われたR1(ロールワン)グランプリで第一位に輝いた“奥様うっとりロール”(1,550円)は、丸の内ロールのレギュラー商品として嫁入りを果たした。
- ロールケーキ第1弾セット(3,500円)

みつばちのたそがれ（クリームチーズ+ハチミツ」）、黒ぶちメガネ（竹炭生地+きな粉クリーム）
- ロールケーキ第2弾セット(3,500円)

櫻井米穀店（米粉生地+きな粉クリーム）、奥様うっとりロール（チョコレート生地+バナナ）
- ロールケーキ第3弾セット(3,500円)

ヨネ（味噌+クリームチーズ+米粉生地）、雪の世界の物語（ミルククリーム）

### チェリーベル〜
- チェリーベル〜(500円)

(有)チェリーベルがチャオカリーと提携し、念願のカレーがついに商品化。どんなトッピングにも対応できるような究極のルーのみのレトルトカレーである。パッケージはカレーをイメージして黄色に(有)チェリーベルのロゴ。「まろやか」という味の食べやすさを追求しながら、さわやかさの度が高いカレー。清涼感のあるスパイスを使用している。

### 携帯コンテンツ
- チェリーベルけんてい(月額315円)

『チェリベ』の歴史の教科書ともいえる検定サイトが、携帯検定のポータルサイト『懸賞ジャポン』内に、「チェリーベルけんてい」として開設。チェリーベルけんていをお気に入り検定にすると、チェリーベル　標語待ち受けがダウンロードが可能。待ち受けは月替わり。
50チップためて応募するとグッズを抽選で1名にプレゼント。グッズは月替わり。

### 「平成二十二年度 有限会社チェリーベル 大株主総会 〜春闘〜」記念グッズ
- チェリーベル公式パンフレット(3,000円)

創立8年目でやっと誕生した公式パンフレット。
- 読み聞かせCD付き　トンプソン・スクールカレンダー(1,500円)

「平成二十二年度 有限会社チェリーベル 大株主総会 〜春闘〜」記念グッズ
マーケティングCD第一弾「温泉の癒し効果と効能の考察」の初回特典についていたスクールカレンダーが商品化。今回はトンプソン初の読み聞かせCD付き。
- 裏をみてはいけないカレー皿セット(2,400円)

(有)チェリーベルのロゴ底に堂々と入り、裏面にも「お楽しみ」が施されたカレー皿と、スプーン＆紙ナプキンがセット

### チェリーベル関連CD

#### 残業手当シリーズ
番組運営資金を調達するために、完全受注生産で作られているCD。番組公式サイトより予約、購入できる。
- チェリーベル残業手当シリーズVOL.1『プロジェクトメ 挑戦者っぽい者達 櫻井米穀店物語』（発売日：2003年12月24日）プロデューサーは鈴村健一。タイトルはプロジェクトX〜挑戦者たち〜へのオマージュ。櫻井孝宏の実家である櫻井米穀店をネタとしたショートドラマとトークで構成されたCDになっている。シリーズ黎明期の作品ゆえか、2トラックのみ収録。
- チェリーベル残業手当シリーズVOL.2『ルートSSティーン〜孝健の泉〜』（発売日：2004年1月18日）プロデューサーは松来未祐。ラジオドラマ『16-sixteen-』がオンエアされていた時期の企画なので、タイトルはドラマに登場するユニット『R-16（ルートシックスティーン）』にかかっている。
- チェリーベル残業手当シリーズvol.3『完全無欠のはきゅんどきゅん』（発売日：2004年2月26日）プロデューサーは櫻井孝宏。
- チェリーベル残業手当シリーズvol.4『忍者学術記 算術の書 〜クノイチは九〜』（発売日：2004年5月14日）プロデューサーは鈴村健一。
- チェリーベル残業手当シリーズvol.5『どっつぇのSでSHOW』（発売日：2004年6月29日）プロデューサーは松来未祐。「あぁ、お母さん。このサンセット!」「セクソンビーチ」という伝説のギャグが生まれたCD。櫻井孝宏はこのトラックを毎日聴いていた。タイトルは松来が「どっちのSでSHOW」をかんだことから付けられた。
- チェリーベル残業手当シリーズvol.6『口果音大全集 チェリーベル・バージョン』（発売日：2004年8月20日）プロデューサーは松来未祐。オリジナルラジオドラマ「自己陶酔探偵デニーロ・ヒーロー」が収録されている。これは、櫻井が声を担当していた「紅色HERO」を松来が言い間違えたことから生まれた。
- チェリーベル残業手当シリーズvol.7『みゆネット たかけん チェリーベルショッピング!』（発売日：2004年9月24日）プロデューサーは松来未祐。
- チェリーベル残業手当シリーズVol.8『私たちの詩集！』（発売日：2004年10月22日）プロデューサーは櫻井孝宏。
- チェリーベル残業手当シリーズvol.9『チェリーベルスペシャル! その時多分歴史が動きまくった』（発売日：2004年11月26日）プロデューサーは鈴村健一（いいアイデアを思いついたので立候補）。主役に歴史係でおなじみ、櫻井孝宏先生を据えてみたCD。櫻井孝宏の日本史の知識や、薀蓄や、口からでまかせがいっぱい詰まっている。
- チェリーベル残業手当シリーズvol.10『チェリーベル きゅんきゅんバイキング』（発売日：2004年12月24日）
- チェリーベル残業手当シリーズvol.11『残業手当ファイナル もう残業なんてたくさんだ!』（発売日：2005年1月28日）

#### 休日出勤シリーズ
番組運営資金を調達するために、完全受注生産で作られているCD。番組公式サイトより予約、購入できる。
- チェリーベル休日出勤シリーズvol.1『窓越しの東京タワー』（発売日：2005年3月25日）
- チェリーベル休日出勤シリーズvol.2『少年時代』（発売日2005年5月27日）
- チェリーベル休日出勤シリーズvol.3『禁じられなかった遊び』（発売日：2005年7月29日）
- チェリーベル休日出勤シリーズvol.4『本当にあった…ら怖い話』（発売日：2005年9月23日）
- チェリーベル休日出勤シリーズvol.5『旅の恥はかき捨てまくれ』（発売日：2005年12月16日）
- チェリーベル休日出勤シリーズvol.6『トークトークチェリーベル』（発売日：2006年1月27日）
- チェリーベル休日出勤シリーズvol.7『老後 ごきげんいかがですか?』（発売日：2006年3月24日）
- チェリーベル休日出勤シリーズvol.8『チェリベ家の食卓』（発売日：2006年6月2日）
- チェリーベル休日出勤シリーズvol.9『アー、守備的に高級レストランも大人の夏休み』（発売日：2006年7月28日）
- チェリーベル休日出勤シリーズvol.10『ギャンブール・オブ・カゲキヤン』（発売日：2006年9月29日）

#### サイドビジネスシリーズ
- チェリーベルサイドビジネスシリーズvol.1『敏腕RADIOパーソナリティへの道、そこそこスタッフへの道!』（発売日：2006年12月22日）
- チェリーベルサイドビジネスシリーズvol.2『わぁ、まるでラジオのバイキングレストランやぁ　食道!』（発売日：2007年2月23日）
- チェリーベルサイドビジネスシリーズvol.3『チェリベ教育基本法　ぶっちゃけ教師、道（どう）?』（発売日：2007年4月6日）
- チェリーベルサイドビジネスシリーズvol.4『これがリアルな動物ラン道（どう）　アニマル・ウラネット』（発売日：2007年6月1日)
- チェリーベルサイドビジネスシリーズvol.5『旅のお仕事　この道を行けば道（どう）なるものか？　知るか！』（発売日：2007年8月3日)
- チェリーベルサイドビジネスシリーズvol.6『運転のお仕事 ハン道る握って、ゴー・ゴ・ゴー！』（発売日：2007年10月5日)
- チェリーベルサイドビジネスシリーズvol.7『この服、道?似合うかしら??そーんなこんなで、いろぉんな方向性から制服のお仕事。とりあえずセクシーにまとめてみました』（発売日：2008年2月1日)
- チェリーベルサイドビジネスシリーズvol.8『仕事のハナ道』（発売日：2008年4月25日）
- チェリーベル・サイドビジネスシリーズFINAL!（発売日：2008年8月29日） - vol.9『チェリベ金融道』とvol.10『僕らの失業保険』がお値段据え置きで同時収録（CD2枚組）。

#### マーケティングシリーズ
- チェリーベル〜マーケティングシリーズ vol.1『温泉の癒し効果と効能の考察』（発売日：2009年3月25日）
- チェリーベル〜マーケティングシリーズ vol.2『音楽の癒し効果と効能の考察』（発売日：2009年7月22日）
- チェリーベル〜マーケティングシリーズ vol.3『高速道路の癒し効果と効能の考察』（発売日：2009年12月29日）
- チェリーベル〜マーケティングシリーズ vol.4『私達の詩集の癒し効果と効能の考察』（発売日：2010年4月28日）
- チェリーベル〜マーケティングシリーズ vol.5『イベントの癒し効果と効能の考察』（発売日：2010年8月6日）
- チェリーベル〜マーケティングシリーズ vol.6『食欲の癒し効果と効能の考察』（発売日：2010年12月29日）
- チェリーベル〜マーケティングシリーズ vol.7『自暴露の癒し効果と効能の考察』（発売日：2011年3月30日）
- チェリーベル〜マーケティングシリーズ vol.8『ギャンブルの癒し効果と効能の考察』（発売日：2011年7月27日）
- チェリーベル〜マーケティングシリーズ vol.9『イベントと鎧の癒し効果と効能の考察』（発売日：2012年1月27日）
- チェリーベル〜マーケティングシリーズ vol.10『嘘の癒し効果と効能の考察』（発売日：2012年3月30日）
- チェリーベル〜マーケティングシリーズ vol.11『BBQの癒し効果と効能の考察』（発売日：2012年9月28日）

#### チェリーベル分室シリーズ
（有）チェリーベルの弟分的ネットラジオ“（有）チェリーベル分室『日雇い フラグラ・アイランド!』”のCD。
- （有）チェリーベル分室『日雇い フラグラ・アイランド!』special.1（羽多野渉、小島めぐみ、松来未祐）
- （有）チェリーベル分室『日雇い フラグラ・アイランド!』special.2（羽多野渉、小島めぐみ、櫻井孝宏）
- （有）チェリーベル分室『日雇い フラグラ・アイランド!』special.3（羽多野渉、小島めぐみ、鈴村健一）
- （有）チェリーベル分室『日雇い フラグラ・アイランド!』special.4（羽多野渉、小島めぐみ、鳥海浩輔）
- （有）チェリーベル分室『日雇い フラグラ・アイランド!』special.5 声優ガチンコ対談番組“THE MARUHADAKA”竹内順子編（羽多野渉、小島めぐみ、竹内順子）
- （有）チェリーベル分室『日雇い フラグラ・アイランド!』special.6 声優ガチンコ対談番組“THE MARUHADAKA”岸尾大輔編（羽多野渉、小島めぐみ、岸尾大輔）
- （有）チェリーベル分室『日雇い フラグラ・アイランド!』special.7 声優ガチンコ対談番組“THE MARUHADAKA”後藤邑子編（羽多野渉、小島めぐみ、後藤邑子）
- （有）チェリーベル分室『日雇い フラグラ・アイランド!』special.8 声優ガチンコ対談番組“THE MARUHADAKA”福山 潤編（羽多野渉、小島めぐみ、福山潤）
- （有）チェリーベル分室『日雇い フラグラ・アイランド!』special.9 声優ガチンコ対談番組“THE MARUHADAKA”福圓美里編（羽多野渉、小島めぐみ、福圓美里）

#### その他
- 関口さんIIシリーズ
- 窓際の小部屋〜a small room at the window〜番組内でオンエアされたラジオドラマのCD。
- チェリーベル・サービス残業CD『365日 毎朝聞ける マメマメマメ知識 モーニング・チェリーベル 8月号』
- ドラマCD『16-sixteen-』番組内でオンエアされたラジオドラマのCD。
- 沈まない太陽（R-16／ヒョータ（声：櫻井孝宏）&まりん（声：鈴村健一））ドラマCD『16-sixteen-』内のユニットのデビューCD。でっかいスタジオの隅で録音した。なお、2人は別録である。
- ドラマCD『16-sixteen-2nd』番組内でオンエアされたラジオドラマのCD。
- あなたのハートにはきゅん!どきゅん!（パイ（声：松来未祐））ドラマCD『16-sixteen-2nd』に登場した、超国民的人気アイドルのデビューCD。
- R-16 separate way（R-16（ヒョータ/声：櫻井孝宏、まりん/声：鈴村健一、Gu・コウキ/声：小尾元政））ドラマCD『16-sixteen-2nd』内のユニットのミニアルバム。
- マッスル♂エクササイズ!（門脇舞）
- ハッスル♀エクササイズ!（ロビンお茶の水（声：鳥海浩輔））
- 窓際の小部屋2『梵子と譚子の薔薇』番組内でオンエアされたラジオドラマのCD。
- ドラマCD『treasure』番組内でオンエアされたラジオドラマのCD。
- ドラマCD『CRAZY FOR YOU』番組内でオンエアされたラジオドラマのCD。
- 『チェリーベル・ラブラブ・キャンディーズ』第1試合（仮）番組内でオンエアされたラジオドラマのCD。
- ドラマCD『笑天〜ワライノテンサイ〜』

### その他
- お守り型携帯クリーナー(1,300円)

お守りにもなり、携帯クリーナーにもなるすぐれもの。ピンク・黒の2点セット。

## (有)櫻井工房
(有)櫻井工房（ゆうげんがいしゃ さくらいこうぼう）は、2002年10月10日から2003年3月27日まで放送していた文化放送のアニラジ番組。櫻井工房という架空の有限会社という設定であった。
パーソナリティは櫻井孝宏、松来未祐、藁谷麻美。放送時間は木曜日21:30から22:00であった。
「業績不振に陥ってしまい、負債総額がなんと一京円となっており、外資系企業（チェリーベル）に吸収合併された」（文化放送A&Gゾーンの公式サイト）という形で、後番組の『(有)チェリーベル』（同時間枠の火曜日枠）へ引き継がれた。